# 愛して、かんからりん。
「愛して、かんからりん。」（あいしてかんからりん）は、1983年9月21日にリリースされた、原田真二通算15作目のシングル。

## 解説
- "琴・和太鼓"など和楽器を使用している。1年間のアメリカ留学で、「日本にいて見えなかった日本のよさ」を再確認。帰国後は洋楽的発想に和を融合させた音楽を模索していた原田の、和ポップスの代表的ナンバーが表題曲「愛して、かんからりん。」となっている。
- 表題曲の楽曲タイトルに句読点が付いているが、後のベスト・アルバムに収録時には取り外されている。

## 収録曲
両曲　作詞・作曲・編曲： 原田真二

### SIDE A
愛して、かんからりん。　（3分28秒）

### SIDE B
Oh,Dana　（3分45秒）

## ミュージシャン
原田真二&クライシス
- Guitar & Keyboards：原田真二
- Drums：古田たかし
- E.Bass：関雅夫
- Keyboards & Sax：太田美知彦

## 関連作品
- 1995年 Best Songs　（リメイク）
- 2003年 GOLDEN☆BEST 原田真二 Legendary Hits 80's
- 2007年 Feel Free　（リメイク）